# 李恢
李 恢（り かい）は、中国後漢末期から三国時代の武将、政治家。字は徳昂。益州建寧郡兪元県の人。子は李遺（または李蔚）。甥は李球。『三国志』蜀志に伝がある。

## 生涯
建寧郡の督郵を務めていた時、建伶県令であったおばの夫の爨習が罪を犯したため、連座して免職となりかけた。だが太守の董和は、爨習が豪族出身であったことを理由に罪を許し、李恢の免職を認めなかった。その後、董和は李恢を州に推挙した。なお爨習は孟獲の反乱に同調したが、諸葛亮の南方征伐を受けて帰順し、行参軍・偏将軍となり次いで領軍となって北伐にも加わっている。
ちょうどその頃、劉備は劉璋を攻撃するために葭萌城から出陣した（劉備の入蜀）。李恢は劉備が勝利すると考え、郡の使者と称して綿竹に赴いて劉備と対面した。劉備は李恢を気に入ったので雒城まで伴わせ、張魯の下にいた馬超を味方に引き入れるよう命じた。まもなく馬超は劉備に投降した。劉備が成都を降し益州を手に入れると、李恢は功曹書佐主簿に任じられた。
ある時、李恢は謀反の罪ありとして誣告されたが、劉備は事実無根であることを明らかにした上で、別駕従事に昇格させた。
章武元年（221年）、庲降都督の鄧方が死去した。誰を後任にすべきか劉備が李恢に問うと、李恢は「人間には長所と短所があり、それゆえ孔子は『人を用いるには、その能力に応じた使い方でなければならない』と申しております。そして、明主が上にあれば臣下は情を尽くします。このため、先零の役において趙充国は自分を推薦したのです」と答えた。劉備はこの返答を気に入り、李恢を庲降都督・使持節・交州刺史とした。
建興元年（223年）に劉備が死去すると、南中で高定・雍闓・朱褒が反乱を起こした。建興2年（224年）、諸葛亮は呉に使者を送って友好関係を回復させた上で、建興3年（225年）に自ら兵を率いて南中へ親征した（「後主伝」）。李恢は諸葛亮に従って南征に参加し、別働隊を任された。昆明で倍の兵に囲まれたが計略を用いて撃破し、逃げる敵を追って牂牁郡まで至った。この功により、安漢将軍・漢興亭侯となった。
諸葛亮が去った後、南中では再び異民族の反乱が起き、雲南太守の呂凱が反乱軍に殺害されたため、李恢は兵を率いて反乱を鎮圧した。また、南中の有力者たちを成都に送り、牛馬・金銀などの貢物を納入させたので、一時的に軍事費は大いに潤った。
建興7年（229年）、交州は呉に従属したので、交州刺史を解任され建寧太守となった。その後漢中に移り、建興9年（231年）に死去した。

## 物語中の李恢
小説『三国志演義』では、馬超を降伏させた功績が大きく取り上げられており、弁舌の士として描かれている。
民間伝承では、李恢の子の李蔚（架空人物）が関索の妹（関羽の三女）を妻に迎えており、諸葛亮が李恢を派遣して南中へ進攻した際、李蔚夫婦は関索とともに先鋒となって反乱を平定している。